# Chengguan, Lintan
Chengguan är en köping i nordvästra Kina. Den ligger i Lintan härad i den autonoma prefekturen Gannan för tibetaner i provinsen Gansu, omkring 150 kilometer söder om provinshuvudstaden Lanzhou. Antalet invånare är 137 001. Befolkningen består av 66 902 kvinnor och 70 099 män. Barn under 15 år utgör 20,0 %, vuxna 15-64 år 72 %, och äldre över 65 år 6,0 %.